# Lygodium cubense
Lygodium cubense är en ormbunkeart som beskrevs av H. B. K. Lygodium cubense ingår i släktet Lygodium och familjen Lygodiaceae. Inga underarter finns listade.